# Ентузіазм
Ентузіа́зм (грец. ενθουσιασμός, ενθουσίασις, досл. «захоплююсь божеством», тобто «натхнення, захоплення, порив») — стан піднесення, захоплення, натхнення.

## Історія слова
Спочатку словом ентузіазм називали стан і поведінку людини, одержимої божеством, або такої, що перебуває під його впливом (за значенням близьке до сучасного значення слова транс). Наприклад, ентузіазмом були пророцтва Піфії або пристрасть вакханок.
У часи пізньої античності й до новітнього часу ентузіазм — це філософська категорія естетики, що визначає реакцію суб'єкта на щось прекрасне, чуттєво піднесене. Зокрема, Сократ вважав ентузіазмом поетичне натхнення.

## Сучасне розуміння слова «ентузіазм»
У теперішній час під ентузіазмом розуміють палке бажання і цілеспрямованість у здійсненні якоїсь роботи або досягненні якихось визначених цілей, причому наголос у значенні лишається за емоційною стороною такої діяльності, тобто акцентується са́ме на бажанні здійснювати якусь діяльність, іноді попри умови або відсутність можливої оцінки; відповідно ентузіасти — люди, які діють з ентузіазмом.
У радянський час ентузіазмом часто хибно називали почуття людей, змушених виконувати ініціативи, спушені згори, які нерідко не викликали в останніх ніякого ентузіазму; навіть побутував радянський агітаційний лозунг «Побільше ентузіазму !». Таке викривлене розуміння ентузіазму знаходило відображення у сатириків, які навіть перекрутили саму назву поняття, нарікши його ентузазізмом.
Також за СРСР було під забороною висвітлення окремих наукових тем, і тоді саме ентузіасти у своїх галузях провадили окремі плідні дослідження. У сучасній Україні, з 1990-х років, в умовах безгрошів'я і недофінансування науки, окремі її галузі також лишилися цариною виключно ентузіазму.
Ентузіастами можуть бути як фахівці, так і аматори. Нерідко ентузіасти є справжніми фанатами свої справи. У своїй діяльності ентузіасти можуть досягати визначних результатів.
За яскравий приклад проявів ентузіазму (спільної справи активістів) може правити Українська Вікіпедія.